# 王士良
王士良（507年—583年7月21日），字君明，太原郡晋阳县（今山西省太原市）人，北魏、东魏、北齐、北周官员。

## 生平
王士良的祖先是太原郡晋阳县人，后因为西晋战乱前往凉州避难。魏太武帝平定沮渠氏，王士良的曾祖王景仁归附北魏，出任敦煌镇镇将，王士良的祖父王公礼出任平城镇司马，于是在代地定居，王士良的父亲王延是兰陵郡太守。
王士良自小修身谨慎，不随便结交朋友。建明初年，颍川王尔朱兆上奏请求委任王士良担任府参军事，王士良因此以柱国大将军府参军事为起家官。王士良历任大行台郎中、谏议大夫，封石门县男，食邑二百户。王士良后来与纥豆陵步藩交战，兵败被纥豆陵步藩俘虏，因而在河右居住。纥豆陵步藩的行台纥豆陵伊利钦佩王士良的才能，提拔王士良担任行台右丞，将孙女嫁给他。王士良既然成了纥豆陵伊利的婚姻亲戚，就可以尽心而进言，于是分析祸福前程，纥豆陵伊利等人都很快归附北魏，北魏朝廷对此加以嘉奖。太昌初年，王士良进爵为晋阳县子，食邑四百户，不久进爵为琅邪县侯，出任太中大夫、右将军，外任殷州车骑府司马。
东魏迁都邺城后，设立京畿府专门管理军队。当时高澄担任大都督，任命王士良为大都督司马，兼任外兵参军，增加食邑总计一千五百户。王士良不久升任大都督长史，加安西将军，改封符垒县侯。武定初年，王士良出任行台左中兵郎中，又转任大将军府属、大将军府从事中郎，依然兼任外兵参军。武定五年（547年），王思政镇守颍川，武定六年（548年），高澄率军攻打王思政，任命王士良为大行台左丞，加镇西将军，增加食邑一千户，进爵为公，高澄命令王士良辅佐自己的弟弟高演守卫并州。
齐文宣帝登基后，王士良入朝出任给事黄门侍郎，兼任中书舍人，依然总知并州兵马事务，加号征西将军，别封新丰县子，食邑三百户。王士良不久出任骠骑将军、尚书吏部郎中。齐文宣帝从晋阳前往邺宫，再度任命王士良为尚书左丞，总管留后事务。王士良后升任御史中丞，转任七兵尚书，不久回朝出任侍中，转任殿中尚书。很快，王士良再度出任侍中，又出任吏部尚书。王士良顿首坚持辞让，齐文宣帝不准许。很久之后，王士良再度出任侍中，又兼任度支、五兵二曹尚书。王士良年少时成为孤儿，侍奉继母梁氏以孝顺闻名。梁氏去世时，王士良居丧符合礼节。齐文宣帝不久令王士良复职管理事务，王士良多次上表陈述诚意，齐文宣帝再三不允许，王士良才应命。齐文宣帝见王士良因居丧过哀身体极度瘦弱，这才同意。王士良因此卧病多年，齐文宣帝经常亲自探视。王士良疾病痊愈后，出任使持节、都督沧州诸军事、沧州刺史。乾明初年，王士良被征召回到邺城，加仪同三司。齐孝昭帝即位，派遣三路使者检视褒扬人物，王士良与尚书令赵郡王高叡、太常卿崔昂分别巡视郡国，只要有一些善行的人，无不呈报朝廷。齐武成帝初年，王士良出任太子詹事、太子少师，再次出任侍中，转任太常卿，不久加开府仪同三司，外任豫州刺史、南道大行台。
保定四年（564年），晋公宇文护率军东征。十二月，权景宣以山南的兵马围攻悬瓠，等到推进到豫州时，工部中大夫郭彦请求进攻豫州，权景宣认为豫州州城已经严防，难以攻克，想要向南进军，更改进攻方向。正好遇到王士良的妻弟董远秀秘密前来表示归顺，权景宣才同意进攻豫州。于是权景宣率领军队围困豫州，十二月乙卯（565年1月18日）或十二月丙辰（565年1月19日），王士良出城投降，永州刺史萧世怡也献城投降，权景宣将王士良、萧世怡以及投降的士兵一千多人送到长安。王士良到达长安后，出任使持节、大将军、大都督、小司徒，封广昌郡开国公。不久王士良出任荆州总管，代理荆州刺史，又入朝出任小司徒。不久王士良出任敷州刺史，又转任金州总管、七州诸军事、金州刺史。大象元年（579年），王士良出任并州刺史。王士良离乡已经很长时间，忽然回家乡任职，高龄故旧尚有不少人在世，远近的人都以之为荣。王士良加上大将军，因为年老有病请求退休，周静帝下诏褒美嘉奬予以批准。开皇三年六月廿六日（583年7月21日），王士良在家中去世，虚岁七十七，遗言丧事俭办。隋文帝为王士良哀悼，丧事所需都由官府提供。同年岁次癸卯十一月丙申朔十四日己酉（583年12月4日），王士良迁葬于泾阳县洪渎川，隋文帝诏令赠予使持节、曹沧许郑四州刺史，其余官职封爵如故，谥号肃公。

## 家庭

### 七世祖
- 王忳，雁门郡太守[3]

### 父亲
- 王名，北魏兰陵郡太守、兗州刺史[3]

### 夫人
- 董荣晖，北魏太仆少卿、云州刺史董义孙女，南阳郡太守、新野镇将董羡之女，虚龄十四岁嫁给王士良，封昌乐郡君，保定五年六月廿九日（565年8月11日）在长安去世，虚岁四十一，赠予广昌国夫人，同年十一月五日（565年12月12日）葬于石安原[3]

### 子女
- 王德衡，北周使持节、仪同大将军、新市县开国侯[3]